# Sociální liberalismus
Sociální liberalismus je politická ideologie, forma liberalismu, podporující sociální spravedlnost, sociální služby, smíšenou ekonomiku a rozšíření občanských a lidských práv. Proti tomu klasický liberalismus usiluje o minimální stát a zavedení laissez-faire principu. Zatímco oba směry podporují osobní svobody, sociální liberalismus klade větší důraz na roli vlády při řešení sociálních nerovností a zajišťování veřejného blaha.
V oblasti ekonomiky sociální liberalismus usiluje o sociálně-tržní hospodářství a zdůrazňuje veřejnou prospěšnost činností podniků. Sociální liberálové se sice překrývají se sociálními demokraty v přijímání tržních zásahů (regulace), ale chápou ji jako pomůcku spíše než cíl. Usilují tím o jistý „liberalismus blahobytu“. V kulturní oblasti zastávají principy kulturního liberalismu.
Sociální liberalismus bývá situován do levého středu politického spektra. V moderním politickém diskurzu je sociální liberalismus spojován s progresivismem coby levicový liberalismus v kontrastu k pravicově orientovanému neoliberalismu.

## Historie

### Spojené království
K první významné realizaci sociálně liberálních politik došlo za vlády Liberální strany v Británii od roku 1906 do roku 1914. Tyto iniciativy se staly známými jako liberální reformy sociálního zabezpečení. Mezi hlavní prvky patřily důchody pro chudé seniory a zdravotní, nemocenské pojištění a pojištění v nezaměstnanosti (uzákoněno v roce 1911). Tyto změny byly doprovázeny progresivním zdaněním, zejména v tzv. lidovém rozpočtu z roku 1909. Starý systém charity, který se opíral o chudinské zákony a doplňoval soukromou charitu, veřejná družstva a soukromé pojišťovací společnosti, byl v krizi, což dalo státu dodatečný impuls k reformě. Předsednictvo liberální strany zvolené v roce 1906 také obsahovalo více odborníků, včetně akademiků a novinářů, kteří sympatizovali se sociálním liberalismem. Majitelé velkých podniků tehdy většinou opustili Liberály ve prospěch Konzervativců, ti se stali oblíbenou stranou pro zájmové skupiny obchodníků a podnikatelů. Proti reformám liberálů ale pravidelně vystupovaly jak obchodní komory, tak odbory. Mezi liberály, kteří podporovali reformy, byli premiér Herbert Henry Asquith, ekonom John Maynard Keynes, ministr David Lloyd George, Winston Churchill (jako předseda obchodní rady) nebo William Beveridge.

### Německo
Německý ekonom Alexander Rüstow poprvé navrhl německou variantu ekonomicky sociálního liberalismu. V roce 1932 nazval tento druh sociálního liberalismu neoliberalismem. Tento výraz má však nyní jiný význam, než jaký popisoval Rüstow. Rüstow chtěl alternativu k socialismu a klasické liberální ekonomii rozvinuté v Německém císařství. V roce 1938 se Rüstow setkal s různými ekonomickými mysliteli – včetně Ludwiga von Mises, Friedricha Hayeka a Wilhelma Röpkeho – aby zjistili, jak a co by mohlo „obnovit“ pravý liberalismus. Rüstow obhajoval mocný stát, který by prosadil sice volný trh, ale se státními zásahy k nápravě selhání trhu. Mises však tvrdil, že monopoly a kartely fungují právě kvůli státním zásahům a protekcionismu, a tvrdil, že jedinou legitimní úlohou státu je rušit překážky vstupu na trh. Rüstowovy návrhy považoval za negující svobodu trhu a považoval je za podobné socialismu.
Po druhé světové válce přijala západoněmecká vláda za Ludwiga Erharda Rüstowův neoliberalismus, dnes obvykle nazývaný ordoliberalismus. Byl ministrem hospodářství a později se stal kancléřem. Erhard zrušil cenové kontroly a zavedl volné trhy. Zatímco německé poválečné ekonomické oživení bylo způsobeno právě těmito politikami, sociální stát – který založil Bismarck – se tím stal stále nákladnějším.

### Spojené státy americké
Pojem sociální liberalismus byl ve Spojených státech používán k odlišení od klasického liberalismu nebo laissez-faire. Liberalismus několik let dominoval politickému a ekonomickému myšlení, dokud se z něj sociální liberalismus neoddělil kolem Velké hospodářské krize politikou Nového údělu. V 70. a 80. letech 19. století američtí ekonomové Richard Ely, John Bates Clark a Henry Carter Adams – ovlivnění socialismem i evangelickým protestantským hnutím – kritizovali podmínky způsobené průmyslovými továrnami a vyjadřovali sympatie k odborům. Žádný však nevyvinul systematickou politickou filozofii a později opustili koketování se socialistickým myšlením. V roce 1883 vydal Lester Frank Ward dvousvazkovou knihu Dynamic Sociology. Formalizoval zde základní principy sociálního liberalismu a zároveň útočil na politiku laissez-faire obhajovanou Herbertem Spencerem a Williamem Grahamem Sumnerem. Historik Henry Steele Commager zařadil Warda vedle Williama Jamese, Johna Deweyho a Olivera Wendella Holmese Jr. a nazval jej otcem moderního sociálního státu. John Dewey obhajoval socialistické metody k dosažení liberálních cílů. Rostoucí popularita Deweye coby ekonoma se časově shodovala se vzmachem georgistického hnutí, které vyvrcholilo prezidentstvím Woodrowa Wilsona. Franklin D. Roosevelt později začlenil některé sociálně liberální myšlenky do Nového údělu.
Hlavní dílo filozofa Johna Rawlse, Teorie spravedlnosti (1971), lze považovat za vlajkovou loď výkladu sociálně liberálního myšlení, které je známé používáním analytické filozofie a obhajováním kombinace individuální svobody a spravedlivější distribuce zdrojů. Podle Rawlse by každý jednotlivec měl mít možnost vybrat si a prosazovat svou koncepci toho, co je žádoucí. Zároveň však společnost musí udržovat sociálně spravedlivou distribuci bohatství. Rawls tvrdil, že rozdíly v materiálním bohatství jsou tolerovatelné, pokud všeobecný ekonomický růst a bohatství prospívají i těm nejchudším.
Demokraté dříve prosazovali středolevicový princip „pečovatelského státu“ a větších individuálních svobod, od kterého se však kolem 60. let dvacátého století (po éře Franklina D. Roosevelta a Harryho Trumana) začali odchylovat značně směrem doprava ukončením podpory programů sociální péče, všeobecně dostupného školství, zdravotní péče a podobně. Obrat od sociálního liberalismu byl podložen ekonomy jak obyli Milton Friedman a Samuel Brittan, kteří prosadili koncept neoliberalismu (v USA aplikoval zejména Ronald Reagan). Posun zpět do levého středu začal být opět znatelný počátkem 21. století.

## Výběr politických stran
Sociálně liberální politické strany, které jsou více odkloněné doleva než obecné středolevé strany, zde nejsou zahrnuty.
- Česko: Česká pirátská strana[6]
- Dánsko: Radikální liberální strana[7]
- Evropská unie: Volt Europa[8]
- Francie: Obnova[9], Parti radical de gauche[10]
- Německo: Svaz 90/Zelení[11], Sociálnědemokratická strana Německa (jen část strany)[12]
- Slovensko: Progresívne Slovensko[13]
- Spojené království: Liberální demokraté
- USA: Demokratická strana